# Winona Ryder

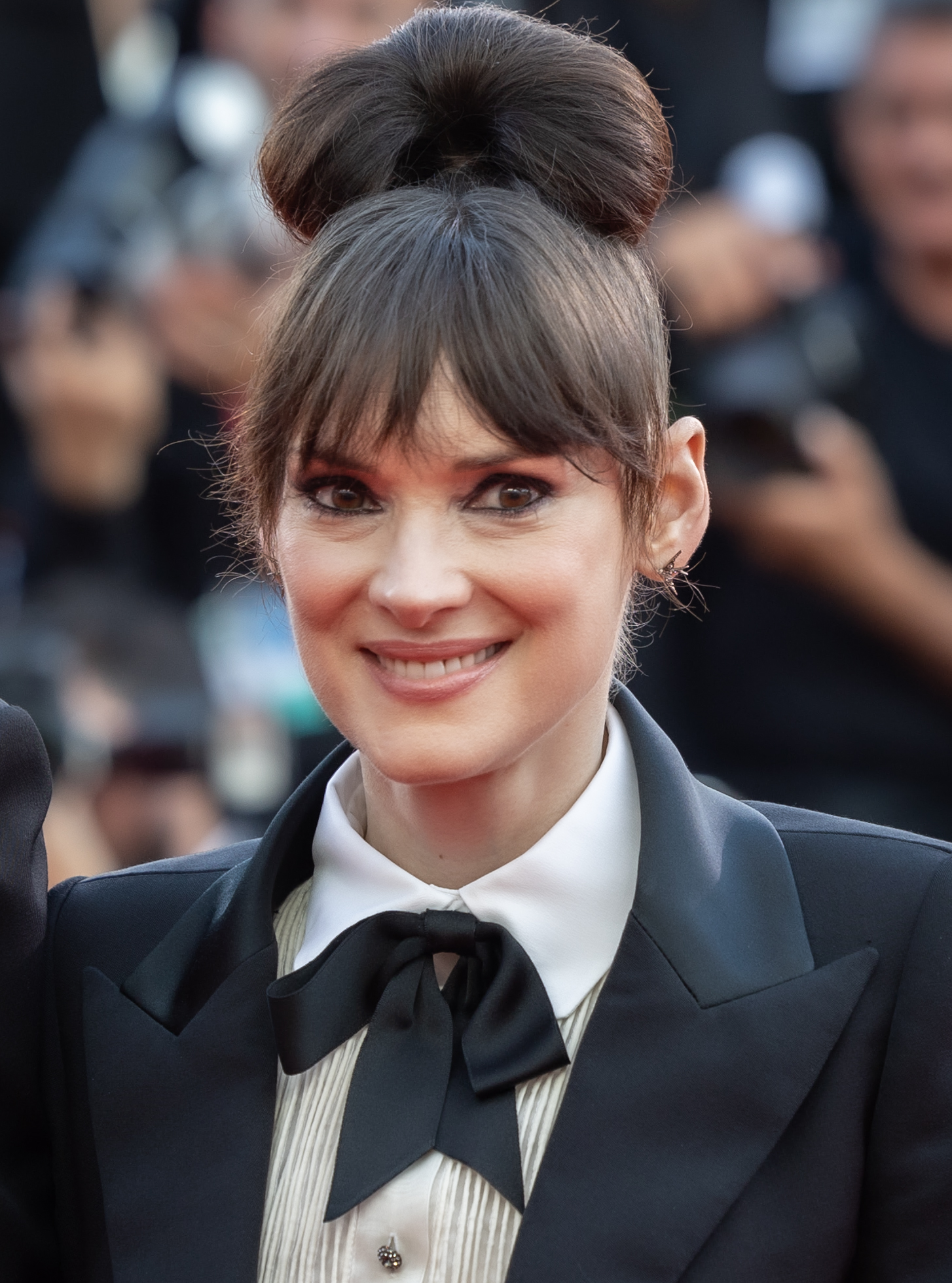
Winona Ryder (2024)

Winona Ryder [wɪˈnoʊ̯nə ˈɹaɪ̯dɚ] (* 29. Oktober 1971 in Winona, Minnesota als Winona Laura Horowitz) ist eine US-amerikanische Schauspielerin.

## Leben und Karriere

### Jugend und Karrierebeginn
Winona Ryder wuchs ab 1978 in einer Kommune in der Nähe von Mendocino in Kalifornien auf. Sie hat einen Bruder namens Yuri (* 1976), der seinen Vornamen nach Juri Gagarin erhielt, eine Halbschwester namens Sunyata (* 1968) und einen Halbbruder mit Namen Jubal (* 1970) aus der ersten Ehe ihrer Mutter Cindy. Die Eltern, Cindy und Michael Horowitz, gehörten zur Hippiebewegung.
Im Jahr 1981 zog die Familie nach Petaluma in Kalifornien. Da Winona in der staatlichen Schule als Außenseiterin galt, wurde sie auf eine private Schule und später auf die Schauspielschule des American Conservatory Theater geschickt. Sie wurde im Alter von dreizehn Jahren von einer Talentsucherin bei einer Theateraufführung im American Conservatory Theater in San Francisco entdeckt. 1985 bewarb sie sich mit einem Video, auf dem sie einen Monolog aus dem Buch Franny und Zooey von J. D. Salinger vortrug, um eine Rolle in dem Film Desert Bloom zu erhalten. Obwohl die Wahl der Besetzung auf ihre Kollegin Annabeth Gish fiel, erkannte der Regisseur und Autor David Seltzer ihr Talent und besetzte sie als Rina in seinem Film Lucas (1986) über einen Teenager (Corey Haim) und sein Leben an der High School. Als sie entscheiden sollte, unter welchem Namen sie im Abspann genannt werden wollte, fiel ihre Wahl auf Ryder als Künstlername, weil im Hintergrund des Abspanns ein Lied von Mitch Ryder gespielt wurde.
Ihr nächster Film war Square Dance – Wiedersehen in Texas (1987), in dem die von ihr dargestellte Protagonistin ein Leben zwischen zwei Welten führt: auf einer traditionellen Farm und in einer Großstadt. Ryders Leistung bekam gute Kritiken, obwohl beide Filme kein kommerzieller Erfolg waren. Ihre schauspielerische Darstellung in Lucas führte dazu, dass der Regisseur Tim Burton sie in seinem Film Beetlejuice (1988) besetzte. In dieser Komödie spielte sie die Lydia Deetz, die mit ihrer Familie in ein Haus zieht, welches von Geistern (gespielt von Geena Davis, Alec Baldwin und Michael Keaton) bewohnt wird. Ryder wie auch der Film wurden positiv bewertet, und Beetlejuice war auch an den Kinokassen erfolgreich.
1989 spielte sie die Hauptrolle der Veronica Sawyer in dem Independentfilm Heathers. Der Film handelt von einem Pärchen (Ryder und Christian Slater), das populäre Schülerinnen umbringt. Ryders Agent hatte ihr zuvor von der Rolle abgeraten. Der Film war ein finanzieller Misserfolg, aber Ryder erhielt positive Kritiken. Auch das Biopic Great Balls of Fire – Jerry Lee Lewis – Ein Leben für den Rock’n’Roll (1989) war ein Flop. Im selben Jahr trat Ryder in Mojo Nixons Musikvideo Debbie Gibson Is Pregnant with My Two-Headed Love Child auf.

### Durchbruch
1990 hatte sie den Durchbruch an der Seite ihres späteren Lebensgefährten Johnny Depp in Tim Burtons Edward mit den Scherenhänden. Der Fantasyfilm war ein internationaler Kinoerfolg. Im selben Jahr war sie neben Cher und Christina Ricci in der Familienkomödie Meerjungfrauen küssen besser zu sehen. Erneut wurde Ryders Darstellung von Kritikern gelobt, und sie wurde in der Kategorie Beste Nebendarstellerin für einen Golden Globe nominiert. Ryder erschien mit ihren Kolleginnen Cher und Ricci außerdem im Musikvideo zu The Shoop Shoop Song, dem Titellied des Films.
Ein Jahr später, 1991, verkörperte sie in Jim Jarmuschs Kultfilm Night on Earth, der ausschließlich skurrile Begegnungen in Taxis während einer Nacht zum Thema hat, die Fahrerin für Los Angeles.
Ryder wurde 1992 in einer Doppelrolle als Mina Murray und Elisabeta in Bram Stoker’s Dracula besetzt. 1993 war sie als Blanca in dem Drama Das Geisterhaus an der Seite von Antonio Banderas, Meryl Streep und Glenn Close zu sehen. Es handelt sich um die Verfilmung des gleichnamigen Bestsellers von Isabel Allende. Zusammen mit Michelle Pfeiffer und Daniel Day-Lewis spielte sie in Zeit der Unschuld, der Verfilmung des Romans von Edith Wharton. Regie führte Martin Scorsese, den Ryder als „besten Regisseur der Welt“ bezeichnete. Ihre Rolle brachte ihr einen Golden Globe als beste Nebendarstellerin sowie eine Oscar-Nominierung ein. Für ihre Rolle in Ben Stillers Komödie Reality Bites – Voll das Leben erntete sie 1994 positive Rezensionen. Kritikerlob und eine weitere Oscar-Nominierung erhielt sie im selben Jahr als Jo in dem Drama Betty und ihre Schwestern.
1996 spielte sie neben Daniel Day-Lewis und Joan Allen die Hauptrolle in Hexenjagd, einer Adaption von Arthur Millers Bühnenstück über die puritanische Hexenverfolgung in Salem. Der Film war kein Erfolg; Ryders Leistung wurde aber wohlwollend bewertet. Ein Jahr später verkörperte sie einen Androiden in dem erfolgreichen Horrorfilm Alien – Die Wiedergeburt (1997) an der Seite von Sigourney Weavers Ripley. 1998 war sie in Woody Allens Celebrity – Schön. Reich. Berühmt. zu sehen, nachdem Drew Barrymore die Rolle abgelehnt hatte.

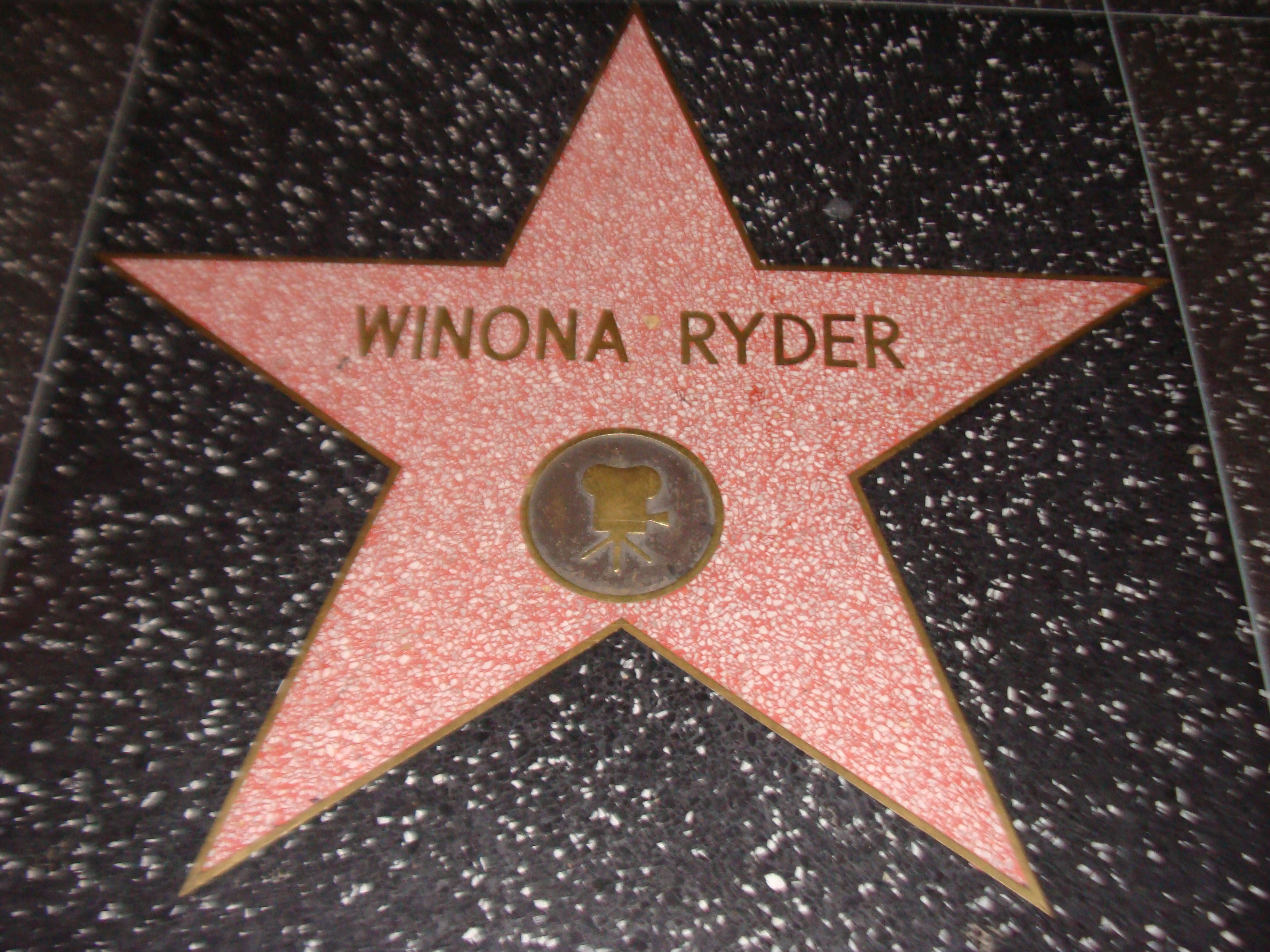
Im Jahr 2000 erhielt Ryder einen Stern am Hollywood Walk of Fame.

1999 war sie als Psychiatriepatientin mit Borderline-Syndrom im Drama Durchgeknallt, basierend auf Susanna Kaysens autobiografischem Roman, zu sehen. Durchgeknallt sollte nach den Flops der vergangenen Jahre Ryders Comeback in Hollywood werden. Der Film wurde jedoch zum Durchbruch für ihre Kollegin Angelina Jolie, die mit einem Oscar ausgezeichnet wurde.
Im folgenden Jahr trat sie neben Richard Gere in Es begann im September auf, einer Romanze über die Liebe eines älteren Mannes zu einer jüngeren Frau. Außerdem hatte sie einen Gastauftritt in der Komödie Zoolander (2000). Im Oktober 2000 erhielt Ryder den Stern mit der Nummer 2165 auf dem Hollywood Walk of Fame.
2002 wurde die Komödie Mr. Deeds (mit Adam Sandler) ihr bislang größter finanzieller Erfolg. Bei Kritikern fiel der Film durch, und Ryder wurde für den Negativpreis Goldene Himbeere nominiert.

### Verurteilung und Comeback

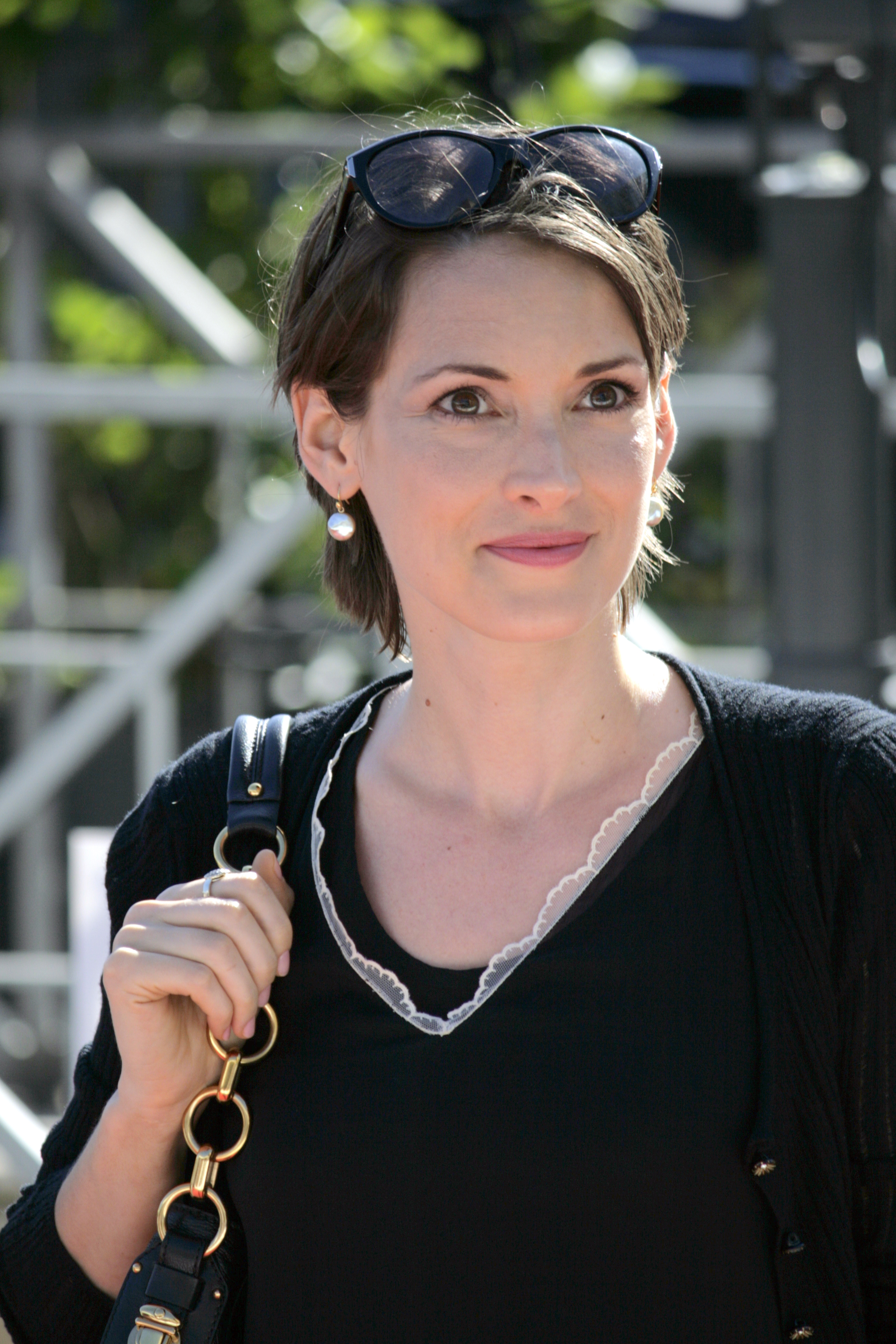
Winona Ryder (2009)

Ebenfalls im Jahr 2002 wurde sie wegen wiederholten Ladendiebstahls von Kleidern im Wert von 5000 US-Dollar zu einer Bewährungszeit von drei Jahren und einer Arbeitsauflage von 480 Stunden verurteilt. Der Vorfall verursachte einen Karriereknick. Sie zog sich in den folgenden Jahren aus der Öffentlichkeit zurück und stand erst ab 2006 wieder vermehrt vor der Kamera. In diesem Jahr war sie unter anderem in der Romanverfilmung A Scanner Darkly an der Seite von Keanu Reeves, Robert Downey Jr. und Woody Harrelson zu sehen. 2009 hatte sie einen Auftritt in J. J. Abrams’ Star Trek als Spocks Mutter Amanda Grayson. Das Prequel entwickelte sich an den Kinokassen zu einem großen Erfolg, und Ryder erntete einen Scream Award für den besten Gastauftritt.
Sie trat zudem an der Seite von Robin Wright und Julianne Moore in Rebecca Millers Pippa Lee (2009) auf, außerdem neben Natalie Portman und Mila Kunis in Darren Aronofskys Black Swan (2010). Darüber hinaus spielte sie die Hauptrolle in dem Fernsehfilm When Love Is Not Enough: The Lois Wilson Story, wofür sie für den Satellite Award und den Screen Actors Guild Award nominiert war.
2011 war sie an der Seite von Vince Vaughn, Kevin James und Jennifer Connelly in der Komödie Dickste Freunde zu sehen. Danach spielte sie in den Thrillern The Iceman (2012) und The Letter (2012). In Tim Burtons Frankenweenie (2012) lieh sie der Figur Elsa Van Helsing ihre Stimme. In der Netflix-Serie Stranger Things verkörpert sie seit 2016 die Hauptfigur Joyce Byers. Ryders schauspielerische Leistung erhielt positive Resonanzen, weshalb ihre Rolle in der Serie von vielen als Comeback bezeichnet wurde. 2023 spielt Ryder in Disneys Haunted Mansion eine genervte Museumsführerin.

## Persönliches
Bei der Premiere von Great Balls of Fire im Juni 1989 lernte Winona Ryder ihren Schauspielkollegen und späteren Filmpartner in Edward mit den Scherenhänden Johnny Depp kennen. Das Paar verlobte sich wenige Monate später; die Beziehung endete aber 1993. Von 1993 bis 1996 war sie mit Dave Pirner, dem Leadsänger der Gruppe Soul Asylum, und von Dezember 1997 bis April 2000 mit Matt Damon liiert. Von 2007 bis 2008 war sie mit dem Gitarristen der Band Rilo Kiley, Blake Sennett, zusammen.
Seit 2011 ist sie in einer Beziehung mit Scott MacKinlay Hahn.

## Filmografie (Auswahl)
- 1986: Lucas
- 1987: Square Dance
- 1987: AIDS Video Project (Dokumentarfilm)
- 1988: Beetlejuice
- 1988: Die Generation von 1969 (1969)
- 1988: Heathers
- 1989: Great Balls of Fire – Jerry Lee Lewis – Ein Leben für den Rock’n’Roll (Great Balls of Fire!)
- 1990: Ein Mädchen namens Dinky (Welcome Home, Roxy Carmichael)
- 1990: Edward mit den Scherenhänden (Edward Scissorhands)
- 1990: Meerjungfrauen küssen besser (Mermaids)
- 1991: Night on Earth
- 1992: Bram Stoker’s Dracula (Dracula)
- 1993: Zeit der Unschuld (The Age of Innocence)
- 1993: Das Geisterhaus (The House of the Spirits)
- 1994: Reality Bites – Voll das Leben (Reality Bites)
- 1994: Die Simpsons (The Simpsons, Fernsehserie, Folge 6x02 Lisas Rivalin, Stimme)
- 1994: Betty und ihre Schwestern (Little Women)
- 1995: Ein amerikanischer Quilt (How to Make an American Quilt)
- 1996: Run Off (Boys)
- 1996: Al Pacino’s Looking for Richard (Looking for Richard)
- 1996: Hexenjagd (The Crucible)
- 1997: Alien – Die Wiedergeburt (Alien: Resurrection)
- 1998: Celebrity – Schön. Reich. Berühmt. (Celebrity)
- 1999: Durchgeknallt (Girl, Interrupted)
- 2000: Es begann im September (Autumn in New York)
- 2000: Lost Souls – Verlorene Seelen (Lost Souls)
- 2000: Strangers with Candy (Fernsehserie, Folge 3x10 Die letzte Versuchung der Jerri Blank)
- 2001: Zoolander
- 2001: Friends (Fernsehserie)
- 2002: Mr. Deeds
- 2002: S1m0ne
- 2004: Das Herz ist eine hinterlistige Person (The Heart Is Deceitful Above All Things)
- 2006: The Darwin Awards
- 2006: A Scanner Darkly – Der dunkle Schirm (A Scanner Darkly)
- 2007: Das 10 Gebote Movie (The Ten)
- 2007: Sex and Death 101
- 2007: Welcome (Kurzfilm)
- 2008: The Last Word
- 2009: The Informers
- 2009: Water Pills (Kurzfilm)
- 2009: Stay Cool – Feuer & Flamme (Stay Cool)
- 2009: Star Trek
- 2009: Pippa Lee (The Private Lives of Pippa Lee)
- 2010: When Love Is Not Enough: The Lois Wilson Story (Fernsehfilm)
- 2010: Black Swan
- 2011: Dickste Freunde (The Dilemma)
- 2012: The Iceman
- 2012: The Letter
- 2012: Frankenweenie (Stimme)
- 2013: Homefront
- 2013–2014: Drunk History (Fernsehserie, 2 Folgen)
- 2014: Die Verschwörung – Tödliche Geschäfte (Turks & Caicos)
- 2015: Experimenter
- 2015: Show Me a Hero (Miniserie, 4 Folgen)
- seit 2016: Stranger Things (Fernsehserie)
- 2018: Destination Wedding
- 2020: The Plot Against America (Miniserie, 6 Folgen)
- 2020: Sarah Cooper: Everything’s Fine
- 2022: Gone in the Night
- 2023: Geistervilla (Haunted Mansion)
- 2024: Beetlejuice Beetlejuice

## Musikvideos
- 1989: Debbie Gibson is Pregnant with my Two-Headed Love Child (Mojo Nixon & Skid Roper) – Darstellerin
- 1989: A Love so Beautiful (Roy Orbison) – Darstellerin
- 1990: The Shoop Shoop Song (It’s in His Kiss; zwei Fassungen) (Cher) – Darstellerin
- 1993: Without a Trace (Soul Asylum) – Darstellerin
- 1993: Nature’s Way (Victoria Williams) – Co-Regisseurin
- 1998: Talk About the Blues (The Jon Spencer Blues Explosion) – Darstellerin
- 2012: Here with Me (The Killers) – Darstellerin

## Auszeichnungen und Nominierungen
| Jahr | Auszeichnung                    | Kategorie                                                   | Film                                           | gewonnen/nominiert |
| ---- | ------------------------------- | ----------------------------------------------------------- | ---------------------------------------------- | ------------------ |
| 1990 | Independent Spirit Award        | Beste Hauptdarstellerin                                     | Heathers                                       | nominiert          |
| 1990 | NBR Award                       | Beste Nebendarstellerin                                     | Meerjungfrauen küssen besser                   | Preis              |
| 1990 | ShoWest Award                   | Weiblicher Star von morgen                                  | —                                              | Preis              |
| 1990 | Young Artist Award              | Beste Darstellung in einem Spielfilm – Hauptdarsteller      | Great Balls of Fire!                           | Preis              |
| 1991 | Golden Globe                    | Beste Nebendarstellerin                                     | Meerjungfrauen küssen besser                   | nominiert          |
| 1992 | Saturn Award                    | Beste Hauptdarstellerin                                     | Edward mit den Scherenhänden                   | nominiert          |
| 1992 | Sant Jordi Award                | Beste ausländische Schauspielerin (Mejor Actriz Extranjera) | Edward mit den Scherenhänden                   | Preis              |
| 1993 | Saturn Award                    | Beste Hauptdarstellerin                                     | Bram Stoker’s Dracula                          | nominiert          |
| 1993 | MTV Movie Award                 | Bester Filmkuss                                             | Bram Stoker’s Dracula                          | nominiert          |
| 1993 | NBR Award                       | Beste Nebendarstellerin                                     | Zeit der Unschuld                              | Preis              |
| 1994 | Academy Award (Oscar)           | Beste Nebendarstellerin                                     | Zeit der Unschuld                              | nominiert          |
| 1994 | BAFTA Award                     | Beste Nebendarstellerin                                     | Zeit der Unschuld                              | nominiert          |
| 1994 | Golden Globe                    | Beste Nebendarstellerin                                     | Zeit der Unschuld                              | Preis              |
| 1994 | MTV Movie Award                 | Bester Filmkuss                                             | Reality Bites – Voll das Leben                 | nominiert          |
| 1994 | KCFCC Award                     | Beste Schauspielerin                                        | Betty und ihre Schwestern                      | Preis              |
| 1994 | SEFCA Award                     | Beste Nebendarstellerin                                     | Zeit der Unschuld                              | Preis              |
| 1995 | Academy Award (Oscar)           | Beste Hauptdarstellerin                                     | Betty und ihre Schwestern                      | nominiert          |
| 1995 | Chlotrudis Award                | Beste Schauspielerin                                        | Betty und ihre Schwestern                      | nominiert          |
| 1996 | MTV Movie Award                 | Bester Filmkuss                                             | Ein amerikanischer Quilt                       | nominiert          |
| 1997 | ShoWest Award                   | Weiblicher Star des Jahres                                  | —                                              | Preis              |
| 1998 | Saturn Award                    | Beste Nebendarstellerin                                     | Alien – Die Wiedergeburt                       | nominiert          |
| 1998 | Blockbuster Entertainment Award | Beste Nebendarstellerin – Science-Fiction                   | Alien – Die Wiedergeburt                       | Preis              |
| 2000 | Blockbuster Entertainment Award | Beste Hauptdarstellerin – Drama                             | Durchgeknallt                                  | nominiert          |
| 2000 | Peter J. Owens Award            | —                                                           | —                                              | Preis              |
| 2000 | Stern auf dem Walk of Fame      | Motion Picture                                              | —                                              | Preis              |
| 2001 | Goldene Himbeere                | Schlechtestes Leinwandpaar                                  | Es begann im September                         | nominiert          |
| 2002 | Teen Choice Award               | Film – Choice Actress, Comedy                               | Mr. Deeds                                      | nominiert          |
| 2003 | Goldene Himbeere                | Schlechteste Schauspielerin                                 | Mr. Deeds                                      | nominiert          |
| 2009 | Scream Award                    | Bester Gastauftritt                                         | Star Trek                                      | Preis              |
| 2010 | Satellite Award                 | Best Performance by an Actress in a Television Movie        | When Love Is Not Enough: The Lois Wilson Story | nominiert          |
| 2010 | Screen Actors Guild Award       | Best Performance by an Actress in a Television Movie        | When Love Is Not Enough: The Lois Wilson Story | nominiert          |
| 2010 | Screen Actors Guild Award       | Best Performance by an Ensemble Cast                        | Black Swan                                     | nominiert          |
| 2017 | Golden Globe                    | Beste Schauspielerin in einer Drama-Serie                   | Stranger Things                                | nominiert          |
| 2017 | Screen Actors Guild Awards      | Beste Schauspielerin in einer Drama-Serie                   | Stranger Things                                | nominiert          |
| 2017 | Screen Actors Guild Awards      | Bestes Schauspielensemble in einer Drama-Serie              | Stranger Things                                | Preis              |